# Lucy-sur-Cure
Lucy-sur-Cure est une commune française (ayant absorbé Essert) située dans le département de l'Yonne, en région Bourgogne-Franche-Comté et faisant partie de la Communauté de communes Chablis Villages et Terroirs depuis le 1er janvier 2017. Ses habitants sont appelés les Lucyats.

## Géographie
Lucy-sur-Cure est situé à 28 km au sud-est d'Auxerre sur la rive droite (côté Est) de la Cure, affluent quelque peu mouvementé de la rivière Yonne. La Cure marque la limite de communes avec Bessy-sur-Cure en rive gauche.
Le village est sur la route départementale D606 Auxerre-Avallon, à 28 km au sud-est d'Auxerre et à 24 km au nord-ouest d'Avallon. La sortie n° 21 (Nitry) de l'autoroute A6 (« autoroute du soleil ») est à 16 km au nord-est.
Il est situé dans un site d’intérêt régional pour ses milieux variés et les espèces de faune et de flore qui s'y développent ; on y retrouve notamment une flore xérophile exceptionnelle en Bourgogne.

### Communes voisines
| Vermenton      |               | Vermenton (Sacy) |
|                | Lucy-sur-Cure | Joux-la-Ville    |
| Bessy-sur-Cure |               | Arcy-sur-Cure    |

Autres localités proches : Accolay, Bazarnes, Bois-d'Arcy, Cravant, Mailly-la-Ville, Prégilbert, Sainte-Pallaye, Sery.

### Climat
Pour des articles plus généraux, voir Climat de la Bourgogne-Franche-Comté et Climat de l'Yonne.
En 2010, le climat de la commune est de type climat océanique dégradé des plaines du Centre et du Nord, selon une étude du Centre national de la recherche scientifique s'appuyant sur une série de données couvrant la période 1971-2000. En 2020, Météo-France publie une typologie des climats de la France métropolitaine dans laquelle la commune est exposée à un climat océanique altéré et est dans la région climatique  Lorraine, plateau de Langres, Morvan, caractérisée par un hiver rude (1,5 °C), des vents modérés et des brouillards fréquents en automne et hiver. 
Pour la période 1971-2000, la température annuelle moyenne est de 10,7 °C, avec une amplitude thermique annuelle de 15,7 °C. Le cumul annuel moyen de précipitations est de 724 mm, avec 11,4 jours de précipitations en janvier et 7,7 jours en juillet. Pour la période 1991-2020, la température moyenne annuelle observée sur la station météorologique de Météo-France la plus proche, « Merry-sur-Yonne », sur la commune de Merry-sur-Yonne à 10 km à vol d'oiseau, est de 11,5 °C et le cumul annuel moyen de précipitations est de 776,9 mm. 
La température maximale relevée sur cette station est de 40,7 °C, atteinte le 7 août 2003 ; la température minimale est de −22 °C, atteinte le 16 janvier 1985,,. 
Les paramètres climatiques de la commune ont été estimés pour le milieu du siècle (2041-2070) selon différents scénarios d'émission de gaz à effet de serre à partir des nouvelles projections climatiques de référence DRIAS-2020. Ils sont consultables sur un site dédié publié par Météo-France en novembre 2022.

## Urbanisme

### Typologie
Au 1er janvier 2024, Lucy-sur-Cure est catégorisée commune rurale à habitat dispersé, selon la nouvelle grille communale de densité à sept niveaux définie par l'Insee en 2022.
Elle est située hors unité urbaine et hors attraction des villes,.

### Occupation des sols
L'occupation des sols de la commune, telle qu'elle ressort de la base de données européenne d’occupation biophysique des sols Corine Land Cover (CLC), est marquée par l'importance des forêts et milieux semi-naturels (55,7 % en 2018), une proportion identique à celle de 1990 (55,7 %). La répartition détaillée en 2018 est la suivante : 
forêts (52,1 %), terres arables (38,6 %), milieux à végétation arbustive et/ou herbacée (3,5 %), prairies (3,3 %), zones urbanisées (2,4 %). L'évolution de l’occupation des sols de la commune et de ses infrastructures peut être observée sur les différentes représentations cartographiques du territoire : la carte de Cassini (XVIIIe siècle), la carte d'état-major (1820-1866) et les cartes ou photos aériennes de l'IGN pour la période actuelle (1950 à aujourd'hui).

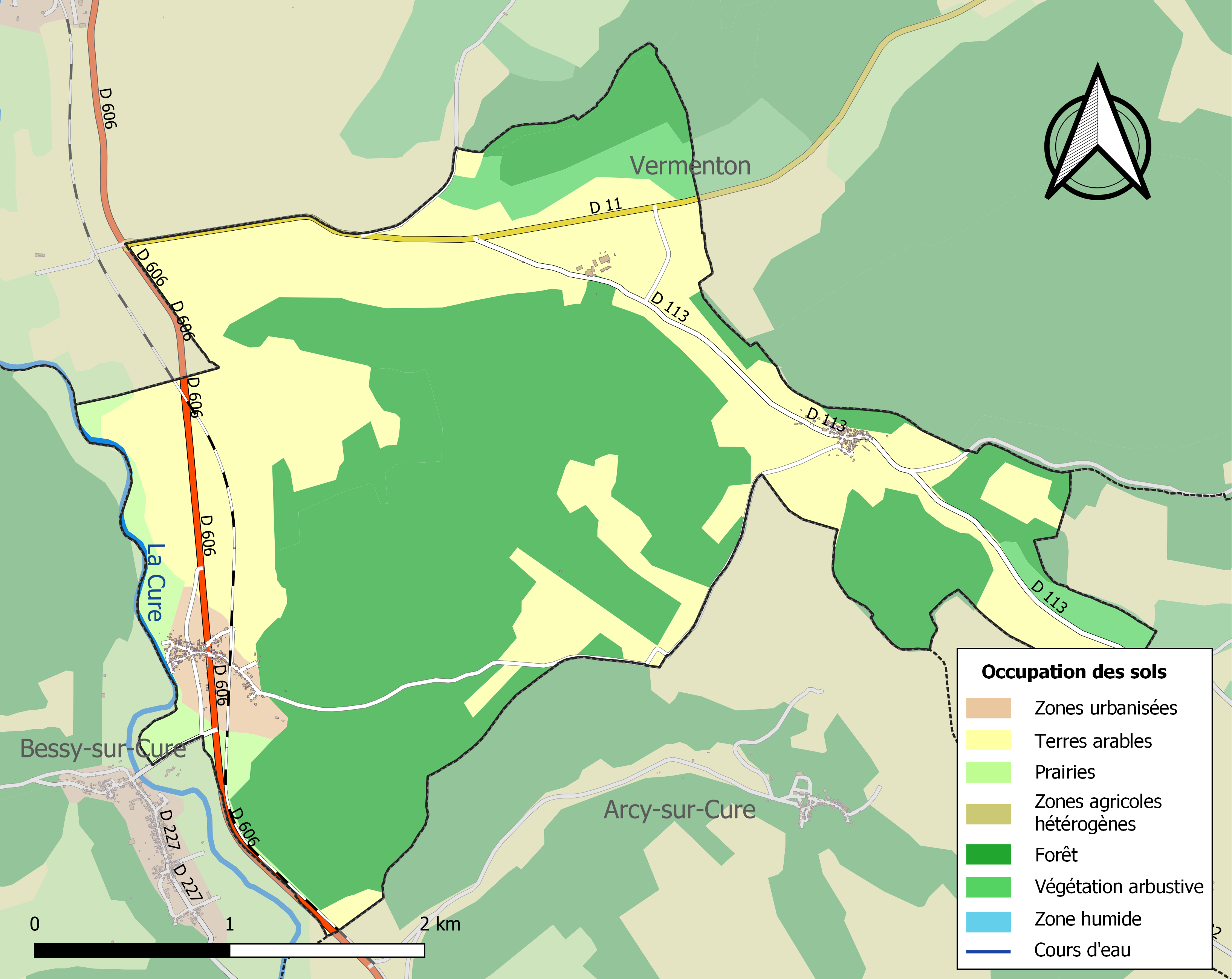
Carte des infrastructures et de l'occupation des sols de la commune en 2018 (CLC).

## Histoire

### L'époque gallo-romaine
Trois villae sont connues pour y avoir été repérées :
- La Quincie, grosse villa (située au nord du village actuel) avec un dépôt de monnaies enfoui vers 286 et un buste en calcaire conservé au Musée de l'Avallonnais ;
- La Prairie, occupée du Ier au IIIe siècle ;
- et le village lui-même, cité comme Lucianum le 9 janvier 859 lors d'une donation ou une confirmation de donation par Charles le Chauve à l’abbaye de Saint-Germain d'Auxerre, qui a livré de nombreux vestiges de l'Antiquité et du Haut Moyen-Âge.

### DuXIesièclejusqu'en 1791
Lucy-sur-Cure et Essert ont appartenu respectivement aux abbayes bénédictine de Crisenon et cistercienne de Reigny qui y logeaient leurs famuli (serviteurs qui seront plus tard nommés frères convers).
On a longtemps cru qu'Alix, fille du roi Robert et femme de Renaud comte d'Auxerre, avait fondé l'abbaye de Crisenon. Elle avait seulement fondé sur le lieu une modeste chapelle dédiée à saint Nicolas en 1040, année de la mort de son mari Renaud, comte d'Auxerre,.
L'abbaye de Crisenon est fondée en bord de l'Yonne par Ithier, Hugues et Nargeot ou Nargaud, trois frères seigneurs de Toucy, Bazarnes et autres lieux, qui possèdent en commun l'île de Crisenon. Les croisades ont le vent en poupe à cette époque ; avec l'espoir d'acquérir des fiefs en Terre sainte ou en chemin, il est plus facile de faire des donations pour recommander son âme à Dieu et peut-être aussi compenser les aliénations des biens ecclésiastiques par les aïeux des seigneurs lors des périodes pré-carolingienne et carolingienne — le XIe siècle est particulièrement notable pour la quantité de fondations et donations au clergé par des seigneurs laïcs. Les trois seigneurs de Toucy suivent le mouvement. En 1096 avant de partir pour la première croisade (1096-1099) ils font remplacer la chapelle Saint-Nicolas par une église dédiée à Notre-Dame et par un monastère ; puis ils donnent le tout à saint Robert, abbé de Molesme. En 1099 saint Robert y place une partie de ses religieux, avec un prieur. L'établissement de Crisenon est donc tout d'abord un prieuré d'hommes.

Entre cette fondation et l'année 1123, Hugues le Gros, de Mailly, et ses cousins Rainaud et Guillaume, vendent à Crisenon les terres de Lucy où des "hommes du monastère" (les frères lais, anciennement nommés famuli) demeurent,.
Quelques dizaines d'années plus tard, au XIIe siècle, Innocent II (pape 1130–1143) cherche à favoriser les bénédictines nouvellement fondées à Juilly, et obtient de Hugues de Montaigu (évêque d'Auxerre 1115-1136) qu'un échange soit fait : Molesme reçoit le prieuré Saint-Gervais à Auxerre et donne Crisenon à l'évêque ; les religieux de Molesme qui occupent Crisenon déménagent à Auxerre et un détachement des bénédictines de Juilly vient s'installer à Crisenon. L'acte d'échange est de 1134 ; Molesme s'y réserve la gouvernance spirituelle des bénédictines de Crisenon et tous les ans, le jour de la Purification, les bénédictines de Crisenon doivent leur donner un cierge pesant une livre.
Crisenon devient rapidement l'un des établissements les plus florissants du diocèse d'Auxerre. En 1145 cette abbaye-fille de Juilly reçoit l'autorisation de Clément III pour fonder un nouvel établissement, qui est le prieuré de la Ferté près de Decize. L'affluence de candidates est telle que Crisenon reçoit l'ordre de limiter le nombre de ses religieuses à cent.
En 1240, la 7e abbesse de Crisenon est une certaine Beatrix de Bourbon (d'une lignée autre que royale) ; trois abbesses sont issues de la maison de Chastellux. En 1409 l'abbesse est Alixant de Tanlay,
Au XVIIIe siècle :
Peu de temps avant la fin de l'existence de l'abbaye de Crisenon en 1790, il est à noter qu'un curé de Lucy-sur-Cure, M. Louvrier, avait secondé sa chanoinesse, Madame Du Mouchet, afin d'effacer les dettes qui lui étaient reprochées.
Lucy-sur-Cure était à cette époque un village viticole dans lequel il était possible d'exercer plusieurs métiers (vigneron, tonnelier, laboureur, notaire, greffier) outre celui de chantre.

### Après la Révolution
Au XIXe siècle :
Le village de Lucy-sur-Cure est resté longtemps isolé, la route royale puis l'impériale empruntant un autre chemin après Vermenton, avant qu'une ordonnance royale du 20 août 1839 ordonnât la rectification du trajet de la route no 6 pour permettre, en 1846 seulement, que la chaussée passant par Lucy-sur-Cure soit ouverte à la circulation jusqu'à Arcy-sur-Cure uniquement, le tunnel de Saint-Moré n'ayant été inauguré qu'en 1852.
La voie de chemin de fer et la gare de "Lucy-sur-Cure / Bessy" ont été construites à partir de 1869 et jusqu'en 1873, mais la compagnie PLM ne s'est engagée "à exécuter les chemins de fer" qu'à partir de 1880.
Une maison d'école est construite en 1841.
En 1884 Lucy-sur-Cure comptait 262 habitants et son maire était M. J.B. Bréchat, mais il n'y avait pas d'orphéon, d'harmonie ni de fanfare, pas plus que de chef de gare : et pour cause ! l'aiguillage de Cravant-Bazarnes n'a été mis en service qu'en 1890, date à laquelle on remarque d'ailleurs une légère baisse de la population locale, exode rural dû également à la crise du phylloxéra, entraînant, comme dans l'Auxerrois, un changement de paysage 
en raison de la régression brutale des vignes au profit des pommiers et autres arbres fruitiers permettant de remplacer le raisin pour la production d’alcool.
En 1884, pas de service vicinal non plus puisqu'aucun chemin de grande communication ne passait par là, mais on y trouvait malgré tout un instituteur, M. Gautard, et un curé, M. Picq, également curé d'Essert dont les instituteurs étaient MM. Vitout et Mossot et le maire M. Garnier, pour 148 habitants.
La toponymie d'Essert a conservé le souvenir du défrichement de ses terres effectué dès le XIe siècle par les moines d'une abbaye cistercienne de Fontenoy ou Fontemoy (fons humidus) avant que ses frères convers ne créent le village lui-même au XVIe siècle lors du transfert de leur abbaye à celle de Reigny devenue fondation royale à la demande de Charles VIII. Son nom change au cours des temps où il a pu être nommé : Essars, Essartæ ou encore Essarz.
Une école et la mairie y ont été construites en 1825, puis de 1895 à 1900 c'est une école mixte qui est construite, avec acquisition d'un terrain pour le jardin de l'instituteur en 1906.
Au XXe siècle :
L'école mixte et la mairie de Lucy-sur-Cure trouvent place dans le presbytère (1911-1914), un bâtiment qui avait été acquis en 1826.
En 1927 a lieu un nettoyage du puits de la gare puis une recherche d'eau potable est entreprise de 1929 à 1932 postérieurement à des travaux d'adduction et de distribution d'eau qui avaient eu lieu de 1928 à 1931.
Ce n'est que dans la seconde moitié du XXe siècle (le 1er janvier 1973 par arrêté préfectoral du 4 décembre 1972) que Lucy-sur-Cure a administrativement absorbé le village d'Essert (après une fusion momentanée de 1973 à 1982 avec Bessy-sur-Cure), sans doute à cause d'une ré-augmentation momentanée de sa population.

### La Cure et son influence au cours des temps
Aux XVIIe siècle et XVIIIe siècle les trains de bois en provenance du Morvan passaient par le village comme le montre la carte n̝° VII levée entre 1732 et 1737 par l'abbé Jean Delagrive
Mais de nombreuses crues y ont eu lieu car c'est un village connaissant des risques naturels d'inondation.

On peut citer les inondations hivernales de janvier 1910 et 1955, et parmi les plus récentes, celle du 14 mars 2001 : ce jour-là, la Cure est montée jusqu'à la place du Calvaire, soit environ 1,5 mètre, le jour même où, sur une période de 46 ans, un débit instantané maximal était enregistré à proximité. Une crue de janvier 2004 fut moins importante. Une crue estivale due aux orages avait eu lieu en septembre 1866.

## Lieux et monuments

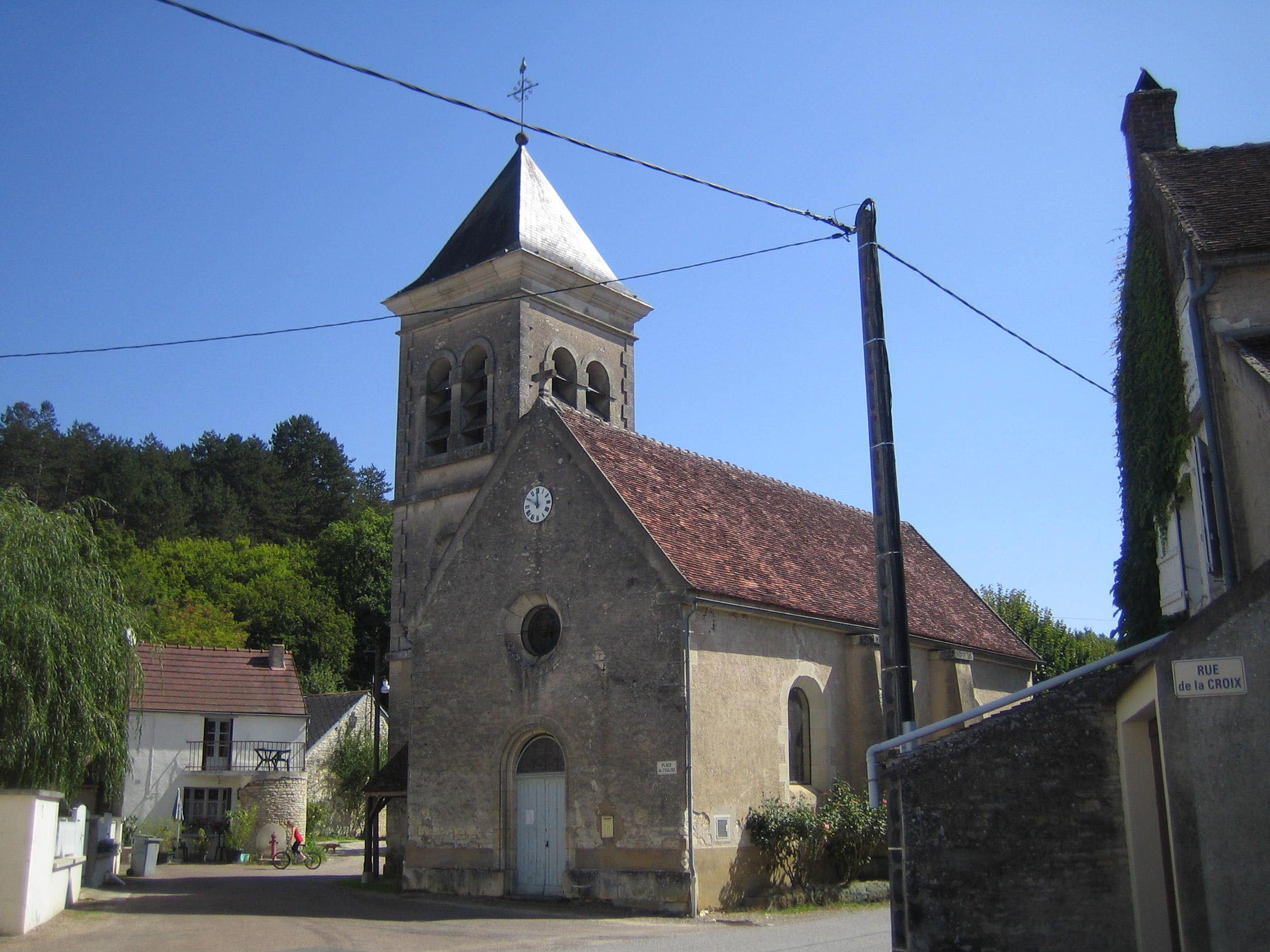
L'église d'Essert.

- L'église d'Essert.Église Saint-Barthélémy d'Essert.
La chapelle érigée après la Révolution de 1789 est réparée et le clocher reconstruit de 1843 à 1847, d'autres travaux ayant lieu de 1863 à 1868. Des terrains sont acquis en 1860 pour l'agrandissement du cimetière. Un sonneur est nommé en 1865.
- Église Saint-Amâtre, près de la Cure. Une partie de la nef daterait du XIIe ou du XIIIe siècle. Elle a été agrandie vers 1760 pour Marie de Sennevoy, abbesse de Crisenon. Le clocher a été construit en 1868. La façade porte la date de 1834. L'église est principalement constituée de calcaire, de moellons et d'enduit. À l'intérieur se trouve un document racontant le financement des aménagements de l'église. On y trouve également plusieurs statues, ainsi qu'un triptyque.
- Cimetière, dans la partie haute du village. On peut y trouver un monument dédié aux morts durant les guerres.
- Gare. En 1908, une boite aux lettres y avait été installée.
Cette gare a été vendue par la SNCF en 1989 à la commune de Lucy-sur-Cure et son quai est devenu pendant quelque temps halte-ferroviaire.
Les trains ne s'y arrêtent plus depuis le 5 juillet 2015.
- Salle des fêtes
- Place du Calvaire
- Parc : il borde la Cure, limpide à cet endroit. Il s'y trouve des bancs et des jeux pour enfants.

Le GR 13 longe la commune à l'ouest, sur la rive gauche de la Cure (commune de Bessy-sur-Cure).
À 4 km au sud du bourg se trouvent les grottes d'Arcy-sur-Cure.

## Personnalités liées à la commune
- Albert Piault (1914-1944), résistant français, Compagnon de la Libération, Mort pour la France, né et inhumé à Essert.

## Politique et administration
| Période | Période | Identité                  | Étiquette | Qualité |
| ------- | ------- | ------------------------- | --------- | ------- |
| 1900    | 1912    | Ferdinand Huot            |           |         |
| 1912    | 1919    | Hyppolyte Barraut         |           |         |
| 1919    | 1926    | Émile Boullé              |           |         |
| 1926    | 1929    | Henri Marceau             |           |         |
| 1929    | 1937    | Émile Boullé              |           |         |
| 1937    | 1944    | Adrien Darlot             |           |         |
| 1944    | 1950    | Marcel Bréchat            |           |         |
| 1950    | 1973    | Maurice Huot              |           |         |
| 1973    | 1977    | Robert Dumont             |           |         |
| 1977    | 2001    | Gérard Huot               |           |         |
| 2001    | 2019    | Christiane Colas          |           |         |
| 2019    | 2020    | Anne-Marie Urbain         |           |         |
| 2020    |         | Frédéric Moiselet-Parquet |           |         |

## Démographie
L'évolution du nombre d'habitants est connue à travers les recensements de la population effectués dans la commune depuis 1793. Pour les communes de moins de 10 000 habitants, une enquête de recensement portant sur toute la population est réalisée tous les cinq ans, les populations de référence des années intermédiaires étant quant à elles estimées par interpolation ou extrapolation. Pour la commune, le premier recensement exhaustif entrant dans le cadre du nouveau dispositif a été réalisé en 2007.

En 2022, la commune comptait 206 habitants, en évolution de −1,44 % par rapport à 2016 (Yonne : −1,95 %, France hors Mayotte : +2,11 %).
| 1793 | 1800 | 1806 | 1821 | 1831 | 1836 | 1841 | 1846 | 1851 |
| ---- | ---- | ---- | ---- | ---- | ---- | ---- | ---- | ---- |
| 255  | 294  | 279  | 325  | 341  | 325  | 280  | 276  | 285  |

| 1856 | 1861 | 1866 | 1872 | 1876 | 1881 | 1886 | 1891 | 1896 |
| ---- | ---- | ---- | ---- | ---- | ---- | ---- | ---- | ---- |
| 251  | 255  | 252  | 253  | 260  | 262  | 252  | 233  | 221  |

| 1901 | 1906 | 1911 | 1921 | 1926 | 1931 | 1936 | 1946 | 1954 |
| ---- | ---- | ---- | ---- | ---- | ---- | ---- | ---- | ---- |
| 214  | 197  | 169  | 150  | 152  | 143  | 137  | 143  | 143  |

| 1962 | 1968 | 1975 | 1982 | 1990 | 1999 | 2006 | 2007 | 2012 |
| ---- | ---- | ---- | ---- | ---- | ---- | ---- | ---- | ---- |
| 126  | 117  | 332  | 201  | 186  | 171  | 201  | 205  | 224  |

| 2017 | 2022 | - | - | - | - | - | - | - |
| ---- | ---- | - | - | - | - | - | - | - |
| 203  | 206  | - | - | - | - | - | - | - |